# 別府冷麺

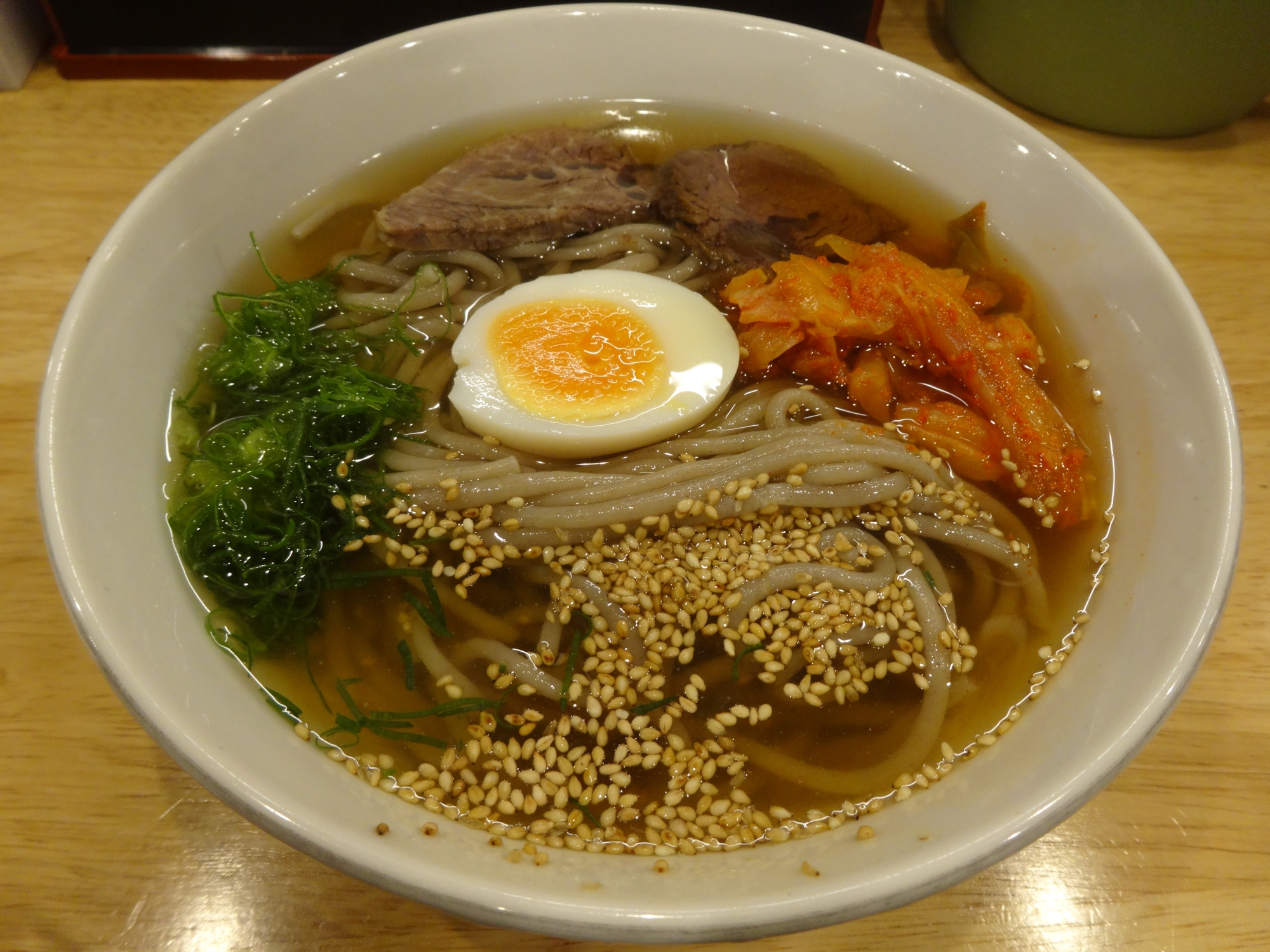
別府冷麺

別府冷麺（べっぷれいめん）は、大分県別府市で供される冷麺である。

## 概要
麺は小麦粉、そば粉、でんぷんを基本とし、スープは魚介をベースとした和風にアレンジされているのが特徴である。
1950年（昭和25年）頃、朝鮮系住民も多かった満州（中国東北部）から引き揚げた料理人が開いた店が発祥とされ、現在、別府冷麺を出す店は別府市内で60〜70店とされる。これらの店は冷麺専門店系と焼肉屋系の2系列に大別される。冷麺専門店系の別府冷麺は、もちもちした太めの麺で、キャベツのキムチ（ヤンベチュギムチ）が添えられる。これに対して、焼肉屋系の別府冷麺は、つるつるした中細麺で、白菜のキムチ（ペチュギムチ）が添えられる。また、冷麺専門店や焼肉屋だけでなく、通常のラーメン屋や居酒屋などの幅広い店でも、別府冷麺がメニューに加えられている。暖かい状態で提供される温麺というものもある。
別府市では2009年度から「別府冷麺プロジェクト」を開始し、マップを作成したり、ウェブサイトを開設したりして、名物としての売り出しを図っている。
ローソンでは、2010年7月に九州地区の923店舗で別府冷麺を発売し、販売目標5万食のところ、約7万5千食を売り上げている。